# 柳井瞳
柳井 瞳（やない ひとみ）は、日本のAV女優。エイトマン所属。
大阪府出身（兵庫県出身とするプロフィールもある）。身長:160cm。スリーサイズ:B87(E)・W59・H88。

## 略歴・人物
2009年3月に“現役女子アナ”の触れ込みでAVデビュー。所属事務所によるプロフィールによれば地方ローカル番組のレポーターや競馬関係番組のアナウンサーをしていたという。

## 出演作品

### アダルトビデオ
- 現役女子アナ緊急デビュー 自分丸出し発情セックス （2009年3月13日、百花美人） ※デビュー作[2]
- 人妻の性 第5弾 ひとみさん （2009年4月30日、光夜蝶）
- 淫れる私をとめて下さい （2009年5月13日、百花美人）[2]
- 狂い咲いたアナウンサー 「私は淫乱でした」 （2009年7月13日、百花美人）[2]
- 隣の人妻 （2009年8月13日、溜池ゴロー）
- 義理の姉 （2009年9月13日、溜池ゴロー）
- 背徳相姦遊戯 義父と嫁 #01 （2009年10月10日、グローバルメディアエンタテインメント）

### アダルトサイト
- 舞ワイフ 友田小百合 （舞ワイフ）